# Live at the Old Quarter, Houston, Texas
Albums de Townes Van Zandt
The Late Great Townes Van Zandt
(1972) Flyin' Shoes
(1978)
Live at the Old Quarter, Houston, Texas est un double album live de l'auteur, compositeur et chanteur de folk/country Townes Van Zandt publié en 1977. 
L'album est issu de la captation d'une série de concerts de juillet 1973 dans un lieu intimiste. Il existe un fort consensus selon lequel cet enregistrement est l'un des plus exemplaires de la carrière de Townes Van Zandt.

## Titres
Tous les morceaux sont crédités Townes Van Zandt
| 1.  | Announcement (Dale Soffar)  |              | 0:45 |
| 2.  | Pancho & Lefty              |              | 4:08 |
| 3.  | Mr. Mudd & Mr. Gold         |              | 3:40 |
| 4.  | Don't You Take It Too Bad   |              | 2:57 |
| 5.  | Two Girls                   |              | 3:51 |
| 6.  | Fraternity Blues            |              | 3:07 |
| 7.  | If I Needed You             |              | 3:18 |
| 8.  | Brand New Companion         |              | 4:20 |
| 9.  | White Freight Liner Blues   |              | 3:26 |
| 10. | To Live Is to Fly           |              | 3:20 |
| 11. | She Came and She Touched Me |              | 4:09 |
| 12. | Talking Thunderbird Blues   |              | 2:33 |
| 13. | Rex's Blues                 |              | 3:05 |
| 14. | Nine Pound Hammer           | Merle Travis | 3:06 |

| 1.  | For the Sake of the Song  |                   | 4:48 |
| 2.  | Chauffeur's Blues         | Lightnin' Hopkins | 4:33 |
| 3.  | No Place to Fall          |                   | 3:08 |
| 4.  | Loretta                   |                   | 2:26 |
| 5.  | Kathleen                  |                   | 2:54 |
| 6.  | Why She's Acting This Way |                   | 5:42 |
| 7.  | Cocaine Blues             | Traditionnel      | 3:21 |
| 8.  | Who Do You Love?          | Ellas McDaniel    | 3:44 |
| 9.  | Tower Song                |                   | 3:47 |
| 10. | Waiting 'Round to Die     |                   | 2:35 |
| 11. | Tecumseh Valley           |                   | 4:30 |
| 12. | Lungs                     |                   | 2:34 |
| 13. | Only Him or Me            |                   | 2:42 |